# Nueva Valencia
Nueva Valencia (officiellement municipalité de Nueva Valencia : en hiligaïnon Banwa sang Nueva Valencia ; en tagalog : Bayan ng Nueva Valencia) est une municipalité de troisième classe de la province et île de Guimaras, aux Philippines.
Lors du recensement de 2020, sa population s'élève à 42 771 habitants.

## Géographie
Nueva Valencia est l'une des cinq municipalités de Guimaras ; c'est une municipalité côtière, située à la pointe sud de l'île de Guimaras, sur le golfe de Panay et le mer de Sulu. 
Son territoire inclut plusieurs îles au sud-est, dont celle de Taklong (en), à l'entrée sud-ouest du détroit de Guimaras, où une réserve marine nationale a été créée en 1990, et les îlots de Guiwanon (ou Guiuanon) et Panobolon notamment.
D'une superficie totale de 137,12 kilomètres carrés, Nueva Valencia est divisée administrativement en 22 barangays (districts) :
- Cabalagnan
- Calaya
- Canhawan
- Concordia Sur
- Dolores
- Guiwanon
- Igang
- Igdarapdap
- La Paz
- Lanipe
- Lucmayan
- Magamay
- Napandong
- Oracon Sur
- Pandaraonan
- Panobolon
- Poblacion
- Salvacion
- San Antonio
- San Roque
- Santo Domingo
- Tando